# Selesüz (sito archeologico)
Selesüz è un antico insediamento del periodo eneolitico situato nella Repubblica Autonoma di Naxçıvan, a nord dell'omonimo villaggio nel Distretto di Şahbuz, sulla riva destra del fiume Selesüz in Azerbaigian. Il primo gruppo è costituito da ceramiche realizzate con argilla sabbiosa, e il secondo da ceramiche di argilla mista a paglia. È stato trovato anche un campione di ceramica mista a scaglie di pietra. I resti di vasellame e brocche rinvenuti durante gli scavi sono simili a quelli rinvenuti in altri monumenti dell'eneolitico. Questi materiali sono anche simili ai campioni di ceramica nei monumenti di Gargalartepe e Shomutepe. Questo monumento è importante per lo studio della cultura eneolitica nel Caucaso meridionale.